# Апокрифы о Крестном древе
Апокрифы о Крестном древе — ряд взаимосвязанных славянских апокрифов, излагающих легенды о судьбе деревьев, из которых были сделаны кресты для распятия Иисуса Христа и распятых вместе с ним на Голгофе разбойников.

## Текстология
Апокриф «о крестном древе, о дву кресту разбойничю и о лбе Адамли» приписан Григорию Богослову или Григорию Двоеслову и известен в сербском, болгарском и русском изводах. Он переписывался как в полном составе легенд, так и частями. Болгарская исследовательница А. Милтенова разделила списки Сказания о Крестном древе на три группы-редакции:
- I. «Адам беше в Едеме пред дверми райскими, егда же приближи ся ему смерть, възболе велико…»;
- II. «Адам беше пред дверми райскими, егда же приближи ся день его к смерти, одержим бысть болезнию великою…»;
- III. «Егда погребоша Адама с венцом, иже свив возложи на главу свою от древе, от него же изгнан бысть…».

По мнению М. Д. Каган, текстуально эти группы независимы (не восходят к общему тексту). Группы I и II могут представлять собой разные переводы, или даже переводы разных оригиналов. Поэтому эти три группы являются не редакциями одного памятника, а отдельными памятниками, связаными только общностью и порядком расположения сюжетов.
Наиболее ранние списки I группы датируются XIV веком и представлены в сербском и болгарском изводах. Сербская рукопись датируется третьей четвертью XIV века (утрачена), болгарские рукописи — XIV веком и концом XIV — началом XV века. Самая ранняя русская рукопись этой группы — рубежа XV и XVI веков. Именно в это время данный тип текста мог появиться на Руси. Во II группу входят два сербских списка: в составе сборника XV века и рукопись середины XVII века, оба ресавского правописания. III группа представлена списками XVI—XVIII веков. Имеется также русский спискок XV—XVI веков и легенда об обретении головы Адама в сборнике Ефросина XV века. Согласно Каган, III вид появился на Руси в конце XV века и, возможно, сложился на русской почве. В XVII веке текст I и III видов встречается отдельно в рукописных сборниках и в составе Палеи.
Апокриф «Слово о древе спасенного креста, где обретеся и како бысть» приписан Севериану Гавальскому, современнику Иоанна Златоуста. Слово Севериана Гавальского сюжетно очень близко к Слову Григория Богослова, но оба памятника самостоятельны по своему происхождению и, вероятно, восходят к общим источникам. Слово Севериана было известно в русских рукописях XV—XVI века. Слово не было запрещено и помещалось в Макариевских Великих Четиих Минеях под 14 сентября в подборке, посвящённой празднику Вознесения Креста. В этом же сборнике, в «Слове Григория, архиепископа Российского на Воздвижение честнаго креста», использован один из мотивов Слова Григория Богослова — о Елисее, нашедшем древо в реке.
Апокриф «о крестном древе и лбе Адама» значится в списках (индексах) отреченных книг. Древнейший русский список (рукопись) индекса находится в составе пергаменной рукописи XIV века. В индексах автором апокрифа назван болгарский священник Иеремия, которому приписаны и другие апокрифы. М. И. Соколов считал, что отождествление Иеремии с ересиархом Богомилом неправомочно, и в приписанных ему апокрифических произведениях нет богомильских взглядов. Болгарский исследователь И. Иванов также не включает эти памятники в репертуар богомильской литературы. В работах В. Ягича (1868), А. Н. Веселовского (1872), М. И. Соколова (1888) опубликован и исследован текст обширной компиляции Иеремии по спискам болгарскому и сербскому XIII—XIV веков, русскому XIV века, хорватскому глаголическому XV века. Главное содержание апокрифа составляет история древа для распятия Христа и разбойников, текст компиляции Иеремии отличается от Слова Григория Богослова текстуально, а также наличием большого количества дополнительных эпизодов. Соколов писал, что есть много общего между словом Григория и Севериана, с одной стороны и компиляцией (Иеремии) — с другой, в сказаниях о приспособлении крестного древа для постройки Иерусалимского храма, но отсутствие буквальных совпадений в сказаниях свидетельствует, что между ними нет прямой взаимозависимости на почве славянских текстов. Все три сказания могут восходить в некоторых чертах к одному общему неизвестному первоисточнику. По мнению Ягича, славянский текст апокрифов Иеремии возник не позднее X—XII века в Болгарии. В древнерусской литературе эта компиляция в полном виде встречается редко, но отдельные её части переписывались как самостоятельные произведения. Как отмечает Соколов, история обретения главы Адама из компиляции Иеремии (череп нашел Христос, из-за него спорили два царя, один из них поместил его при воротах своего дома и входил в него в сопровождении шести приближенных) с некоторой натяжкой может быть соотнесена с индексом («Лоб Адамль, еже 7 царев сидело в нем»). Обретение главы Адама по Слову Григория Богослова, к упомянутому в индексе сюжету не подходит. Компиляция Иеремии оказала некоторое влияние на Слово Григория Богослова. Так, в ряде поздних списках легенда о разбойнике, вскормленном Богородицей, заменена легендой из компиляции Иеремии о разбойнике по имени Спутник, стерегущем Крестное древо в ожидании распятия Христа.

## Содержание
Компиляция «о Крестном древе, о дву кресту разбойничю и о лбе Адамли» содержит ряд легенд. Каждая из них имеет законченный сюжет и самостоятельную историю возникновения.
1. Конец Апокрифа о Адаме и Еве. Сиф, сын Адама, приносит заболевшему отцу один или три прута от райского древа. Адам делает венок, в котором его хоронят. Из венка перед вратами рая вырастает древо.
2. Ангел или река Тигр выносит древо из рая в землю Медиамскую. Сиф зажигает его в память об отце. Это был вечный огонь. Авраам посылает к огню Лота, который в искупление своего греха сажает три головни и выращивает из них древо. Люди, живущие рядом, поклоняются этому древу как чудотворному. На кресте, сделанном из этого древа, распят праведный разбойник.
3. Моисей в скитаниях приводит народ к реке Мерре, вода которой оказалась горькой. Ангел указывает ему древо, вынесенное потопом из рая. Моисей сажает его крестообразно в реке, воды которой становятся сладкими. Выросшее древо послужило для креста неверного разбойника.
4. Ставится вопрос: как разделилось древо в раю? Оно было трехчастным: одна часть Адама, вторая Евы, средняя Бога. После грехопадения части Адама и Евы упали. Часть Адама попала в реку Тигр и её сжёг Сиф. В некоторых текстах вечный костер горел на берегу Нила. Часть Евы была вынесена потом в землю Медиамскую, и ею Моисей усладил воду. От Господней части архангел, дал прутья для венца Адама.
5. Описано происхождение райского древа. Когда Бог сажал райский сад, Сатанаил крал у него семена и просыпал их посреди рая. Бог говорит, что выросшее от его рук древо послужит для изгнания дьявола.
6. Ставится вопрос: как собрались все три древа в Иерусалиме? Соломон, получивший власть над демонами, строит Храм. Для тябла ему нужно большое дерево. Ему указывают на древо Моисея, но оно в непогоду упало в реку Иордан и пролежало там три года. Его находит дровосек Елисей, уронивший в реку свой топор. С большим трудом древо доставляют к Храму, но оно оказывается коротко. Как чудотворное, его хранили в алтаре. Соломону показывают древо, выросшее из головней. Сломив сопротивление людей, поклонявшихся этому древу, Соломон приказывает его срубить и доставить в Иерусалим, но и оно не подходит. Древо продолжает творить чудеса. Оно обжигает Сивиллу (Царицу Савскую), севшую на него. В одних текстах Сивилла проклинает дерево, в других — благословляет и предсказывает, что на нём будет распят Христос. Третье древо от ворот рая по приказанию Соломона приносят демоны. В его корнях они незаметно выносят череп Адама, который остается лежать в поле.
7. История обретения лба Адамля (черепа Адама). Слуга Соломона, сопровождающий его на охоте, во время бури прячется в пещере. Пещера оказывается из кости. Соломон понимает, что это череп Адама и приказывает перенести его в Иерусалим. Там он кланяется ему, как первому созданию Бога, а затем приказывает закидать его камнями, как первого ослушника. Так образовалась гора Голгофа (Литостратон). Кровь распятого Иисуса окрестила лоб Адама.
8. История двух разбойников. Спасаясь от Ирода, по пути в Египет Дева Мария с младенцем попадает к разбойникам, у которых тоже есть младенцы. Одного из них она спасает от смерти, вскармливая его шесть дней, пока не выздоравливает его мать. Младенцы тоже становятся разбойниками, которых Понтий Пилат приговаривает казнить вместе с Христом. Вскормленный Марией и есть праведный разбойник, прославивший Христа и попавший в рай. Древо, выросшее из венца Адама, послужило для креста Иисуса.

Особое место среди сюжетов апокрифа занимает описание построения храма царем Соломоном. Повествование связывает воедино историю всех трёх деревьев и объясняет появление их в Иерусалиме. Сюжет о помощи демонов, которой пользовался Соломон при строительстве Храма, восходит к талмудическим легендам, в которых фигурируют демоны, или их князь Асмодей, помогающие Соломону строить храм. Соломон повелевает ими благодаря волшебному кольцу, которое, по согласно легенде, Бог послал ему с архангелом Михаилом. Встреча Святого семейства с разбойниками объясняет происхождение верного разбойника — это дитя, которое шесть дней кормила грудью Богородица. Включение в компиляцию легенды об Адамовой главе объясняет появление в Иерусалиме места, на котором распят был Христос.
Все легенды, каждая со своим независимым сюжетом, подводят апокриф к финалу — к теме Голгофы, в которой древо изгнания Адама из рая стало древом спасения человечества.
«Слово о древе спасенного креста, где обретеся и како бысть» по свидетельству самого памятника, известно из древнего послания «некоего жидовина», обретенного в Вирите. В слове повествуется только об одном древе, выращенном Лотом из головней и срубленном для храма Соломона. Древо, казавшееся на земле длинным, будучи поднятым на крышу, становилось коротким. Оно лежало в церкви и служило скамейкой. Царица Сивилла отказалась на него сесть, поскольку провидела, что на этом древе будет распят Христос. Тогда древо поставили в церкви и обложили 30 серебряными обручами по 30 серебренников каждый. Один из этих обручей и получил Иуда Искариот.
Компиляции Иеремии в сравнении со Словом Григория Богослова включает большое количество дополнительных эпизодов: Исход Моисея; Медный змей; разбойники Амвросий и Еерон; Давид показывает Соломону восковую модель храма; орлы Соломона и др.

## История
По мнению И. Я. Порфирьева, поводом приписать произведение Григорию Богослову могла стать содержащаяся в одном из слов Григория краткая параллель между падением Адама и крестной смертью Спасителя и между древом познания добра и зла и древом Креста. По мнению М. Д. Каган-Тарковской, не обязательно искать мотивировки в самом творчестве отца церкви, поскольку в целом для средневековой литературы характерна традиция приписывать произведения почитаемым авторам.
Еврейских и греческих сочинений на данную тему сохранилось мало. Легенды известны в славянских и русских переводах этих сочинений. Иоанн Златоуст и его современник Епифаний Кипрский обращались к сказанию о погребении на Голгофе Адама и о распятии на этом же месте Христа. Слово Григория Богослова о крестном древе является компилятивным произведением. Входящие в его состав легенды читаются в составе других апокрифических памятников. Во второй части апокрифического Евангелия от Никодима повествуется о путешествии Сифа к вратам рая. Греческие списки Никодимова Евангелия включают эпизод встречи Святого семейства на пути в Египет с разбойниками. «Крестные» легенды отразились также в апокрифах, восходящих к древним источникам, например, в вопросах и ответах «Беседы трёх святителей», в «Откровении Варуха», где говорится о Сатанаиле, который посадил в раю виноградную лозу (виноград иногда считался запретным плодом), вынесенную затем потопом из рая.
Легенда о древе Моисея могла возникнуть из символики Моисеева жезла, о котором говорится в еврейской книге Яшар. В христианской литературе жезл Моисея был осмыслен как прообраз креста. В апокрифе о Моисее, вошедшем в состав Толковой и Хронографической Палеи, повествуется об услаждении воды крестом, сплетенным из ветвей кипариса, иевга (сосны) и кедра, и о древе, выросшем из них. В апокрифе о Моисее и в послании иерусалимского мниха Афанасия к Панку, известном по списку Новгородской Кормчей XIII века и в составе Толковой и Хронографической Палеи, упоминается древо, выросшее из ветвей, которыми Моисей усладил воды. В греческой Хронике Михаила Глики XII века сообщается о древе, выращенном Лотом из головней. Предание о главе Адама бытовало в Иерусалиме, где в XII веке оно стало известно Даниилу игумену, который включил его в своё Хожение.
Сюжеты апрокрифов о крестном древе, известные на Руси в списках XV века, имеют аналогии в исторических хрониках этого же времени: Палее Исторической («Книге бытия небеси и земли»), где читается легенда о древе Лота, и в более поздней Сокращенной Палее русской редакции, где повествуется о древе Моисея. Популярный на Руси сюжет о главе Адама читается в Синаксарных чтениях Постной Триоди на Великий пяток, где им завершается история осуждения и Распятия Христа. Там же упоминалось о создании Соломоном Литостратона и о роли древа, с помощью которого был спасен падший от древа Адам. Главе Адама и кипарисовому кресту посвящены стихи «Голубиной книги».

## Значение
Крестные легенды связывают события и персонажей Ветхого и Нового Заветов. Начало апокрифа о Крестном древе опирается на последнюю сцену апокрифа об Адаме и Еве: из трёх ветвей райского дерева угасающий Адам сплетает венок, в котором его хоронят. Из этого венка вырастает древо Креста. Древо изгнания становится древом спасения, кровь и вода из ребра Христа крестит и спасает Адама, ребро которого — Ева — стало причиной его гибели. Христа называют новым Адамом.
Особой популярностью в древнерусской литературе, изобразительном искусстве и народной поэзии пользовался сюжет о главе Адама. На иконах Распятие изображалось над черепом Адама. Некоторые мотивы «Крестных» легенд отразились в украинских народных рассказах и песнях.

## Издания
- Пыпин А. Н. Памятники старинной русской литературы. — СПб., 1862. — Вып. 3. — С. 81—82;
- Тихонравов Н. С. Памятники отреченной русской литературы. — М., 1863. — Т. 1. — С. 305—313;
- Попов А. Первое прибавление к Описанию рукописей и каталогу книг церковной печати библиотеки А. И. Хлудова. — М., 1875. — С. 31—44;
- Порфирьев И. Я. Апокрифические сказания о ветхозаветных лицах и событиях по рукописям соловецкой библиотеки. Казань, 1877. С. 47—50, 96—99, 101—103;
- Слово о крестном древе / Подготовка текста, перевод и комментарии М. Д. Каган-Тарковской // Библиотека литературы Древней Руси. [Электронное издание] / Институт русской литературы (Пушкинский Дом) РАН. — Т. 3 : XI—XII века.